# Nazareno de Achaguas
El Nazareno de Achaguas es una talla religiosa que se encuentra en la iglesia del pueblo de Achaguas, en el Estado Apure, en Los Llanos venezolanos. La figura representa a Jesús de Nazaret en su travesía a ser crucificado y se le han acreditado numerosos milagros, convirtiendo a Achaguas en uno de los destinos de peregrinación más importantes de los llanos occidentales y del estado Apure.  
La historia del Nazareno de Achaguas se encuentra íntimamente ligada a la última etapa de la Guerra de Independencia de Venezuela y a la figura del general José Antonio Páez.

## Historia de la imagen
Tras romperse de nuevo las hostilidades entre España y la Gran Colombia, el general José Antonio Páez como comandante del Ejército de Apure tenía la misión de dirigir su ejército hasta la ciudad de San Carlos como parte del plan de operaciones dictado por el Libertador Simón Bolívar. 

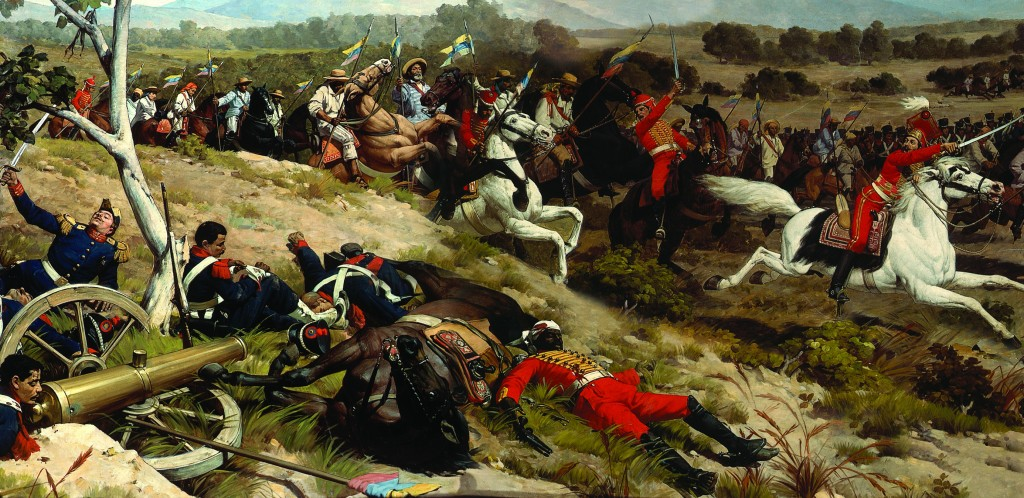
Páez dirigiendo una carga en la batalla de Carabobo.

Antes de partir con su ejército del poblado de Achaguas en donde estaba acampado el 10 de marzo de 1821, Páez se retiró a orar en la iglesia de la ciudad prometiendo una solemne imagen de Jesús Nazareno si lograba la victoria en el campo de batalla. El ejército de Apure y los de occidente y Barinas se concentrarón según lo previsto en San Carlos y el 24 de junio de 1821 obtuvieron una victoria aplastante en la sabana de Carabobo en la que Páez jugó un papel crucial. La guerra sin embargo prosigue dos años más y Páez se mantiene ocupado en cargos militares y políticos hasta que el año de 1833 Páez le encarga al tallista caraqueño José de la Merced Rada (1797- ca. 1855) la imagen prometida que es entregada a la iglesia en 1835.
La figura tiene 1.80 metros de altura y la cruz que sostiene el Nazareno mide 2.70 metros de largo y 1.40 metros el palo menor con 7 centímetros de grosor. 

## Devoción actual
La devoción al Nazareno de Achaguas, como lo aprecia el antropólogo, Maury Abraham Márquez González en su libro La Devoción al Nazareno de Achaguas, es no solo una imagen correspondiente al patrimonio cultural de la imaginería religiosa republicana, sino que debe ser admirada como una manifestación de la religiosidad popular. Para el referido investigador constituye una de las festividades religiosas más trascendentes de los llanos venezolanos que junto a la devoción a la Virgen del Carmen, el culto a las ánimas milagrosas y los Santos y Santas patronas de las localidades, conforman un crisol de representaciones simbólicas en la vida del llanero.Trasciende a muchas regiones del país, e incluso a países vecinos como Colombia y Brasil. 
Se desarrolla como manifestación popular en el ciclo de Semana Santa, época en la cual se conmemoran los misterios de la Pasión, Muerte y Resurrección de Jesucristo, de acuerdo con el calendario devocional y festivo de la iglesia Católica. Todos los Miércoles Santos se congregan sus devotos en la iglesia y en el pueblo de Achaguas para pedir favores y pagar promesas. La figura del Nazareno es sacada de la iglesia a las 5 de la tarde y llevada por los creyentes en procesión hasta la medianoche. 
Al respecto, se puede hacer la observación de que la veneración al Nazareno, como figura central de rituales mágico-religiosos, no se restringe solamente al espacio temporal de la Semana Santa, pues los promeseros suelen acudir en cualquier época del año.  
La secuencia de los rituales de la Semana Santa actual en Achaguas, comienza con un tiempo de abstinencias durante los siete viernes de cuaresma posteriores al Miércoles de Ceniza. Esta temporada de abstinencias simboliza la necesidad de purificación y expiación de los excesos cometidos durante el carnaval. La semana anterior a la Pasión, se conoce en la región como semana de "Buscá", estos días los pobladores se dedican a conseguir el pescado salado o la carne de chigüire. Es la temporada de "galapaguear" o cazar galápagos, babas, morrocoy, caripatua o jicotea y se realiza la pesca para preparar el pescado salado. La gente, en definitiva, se dedica a obtener los alimentos que pauta la tradición para consumirlos en Semana Santa.  
Los Viernes de Cuaresma se suelen hacer ayunos para "la limpieza espiritual", como hacia Jesús y los apóstoles según los relatos bíblicos. El Domingo de Ramos se realiza la bendición de las palmas, con un gran movimiento de personas dentro de la iglesia, y en los alrededores de la Plaza Bolívar; además, se realizan bautizos y confesiones. En la noche se reúnen los feligreses a rezar el rosario en comunidad. 
Al ya aludido ceremonial de bendición de palmas concurren muchas personas, pues a los efectos de este rito se le atribuyen variados significados y usos mágicos. La palma bendita se porta en las carteras como amuleto, se coloca detrás de las puertas de las casas en forma de cruz como elemento protector y estimulante de la felicidad de los hogares, y en época de invierno y tormentas se queman en los solares de las casas para alejar el mal tiempo. Durante este día los feligreses concurren a la misa del Domingo de Ramos con imágenes de santos y envases con agua para ser bendecida por el sacerdote.
El Lunes Santo, en las primeras horas del día se celebra la Santa Misa, al igual que bautizos que suelen prolongarse hasta altas horas de la tarde; en muchos casos, éstos constituyen, pago de promesas. Igual que el día anterior, en la noche se realizan confesiones concluyendo los actos del día con el Santo Rosario.
El Martes Santo, al despuntar la mañana, se lleva a cabo la Santa Misa, realizándose bautizos y el viacrucis dentro de la iglesia. Para estos rituales del domingo, lunes y martes, se convoca a los feligreses con el repicar de las campanas, las cuales enmudecen a partir del Miércoles Santo; y vuelven a repicar el Domingo de Gloria o Resurrección, en señal de alborozo por la resurrección de Jesucristo.
El Miércoles Santo es el día de mayor concurrencia a los actos litúrgicos y rituales de expresión popular; se efectúa una misa en la mañana, se realizan bautizos colectivos de miles de niños en el patio de la iglesia. El oficio litúrgico de la mañana lo realiza el Obispo de la Diócesis de San Fernando y este mismo día, él exonerará a los devotos del pago de promesas, sin embargo, los penitentes y promeseros por lo regular no acatan la disposición eclesiástica y pagan con rigor los compromisos hechos al "santo". En horas de la noche, entre las 6 y 7, la feligresía realiza la procesión del Nazareno, acontecimiento central de la Semana Santa en Achaguas, que congrega el mayor número de feligreses; sacando la Imagen sobre un anda o mesa adornada con flores. El Nazareno es llevado en hombros por los penitentes, quienes se turnan por parejas, haciendo varias paradas en el recorrido para efectuar los cambios. Dicha procesión es encabezada por la banda del estado ejecutando música sacra, la gente entona salves y oraciones caminando lentamente por las calles y portando velas encendidas. La imagen del Nazareno es llevada en este momento fuera de su nicho y se aprecia la gran cantidad de "milagritos" o exvotos que penden de su vestidura morada; la gente se vuelca en las calles, entonan cantos. Luego de un lento y sacrificado recorrido, la Imagen es introducida nuevamente en el templo donde la feligresía expresa su fe y devoción de las más diversas maneras. Durante el día miércoles de Semana Santa, considerado por el pueblo como "día del  Nazareno", los devotos se aglomeran en la iglesia a ver, a tocar, a rendir homenaje a su "Santo Patrono y Benefactor". 
El día Jueves Santo los miembros de la Confraternidad de la Doctrina Cristiana, en horas de la mañana, decoran el altar con flores para el Monumento. Luego se deja abierta la iglesia para la adoración del Santísimo Sacramento hasta el Sábado Santo o de Gloria a las doce de la noche, momento de la resurrección. Los devotos acuden al templo a adorar al Santísimo, a esta ceremonia se la llama Hora Santa, y regularmente comienza a las diez de la noche del Jueves Santo. Este día los sacerdotes que realizan los oficios litúrgicos en Achaguas se dirigen a San Fernando de Apure para renovar sus votos sacerdotales en una Misa crismal que tiene lugar en horas de la mañana en la catedral de la capital del estado; en horas de la noche luego de retornar a la comunidad, realizan la liturgia que corresponde a la última Cena del Señor, y practican el lavatorium, procediendo el sacerdote a lavar los pies de doce niños, representando así los actos de Cristo con los 12 apóstoles antes de ser entregado para su crucifixión. A partir de este día la iglesia sanciona la realización de misas, bautizos y procesiones hasta el Domingo de Resurrección, por considerarse estos días de redención y duelo por la muerte de Jesús; sin embargo, paralelamente, la gente sigue acudiendo a la iglesia a adorar la imagen del Nazareno, a pagarle sus promesas, o a hacerle peticiones.
El Viernes Santo se considera el más importante día de ayuno y abstinencia, se cumple la celebración de la Pasión del Señor, la adoración de la Cruz y la sagrada Comunión, además durante este día la gente suele adorar y pagar promesas también a San Cirineo, La Virgen del Carmen y la Virgen del Socorro.
El Sábado Santo en horas de la noche tiene lugar la vigilia pascual, (en el día la gente realiza actos de adoración al Santo Sepulcro en espera de la pascua o resurrección de Jesucristo), en la ceremonia de la noche se realizan los ritos de bendición del fuego y el agua, la gente acude con envases de agua para que sea bendecida por el oficiante; en muchos casos y, según la creencia popular, el agua se considera bendita con el solo acto de llevarla al templo. Esta agua bendita durante la Semana Santa, es usada para curar dolores de cabeza, para ensalmes contra "mal de ojo", que realizan los curanderos, para alejar "malas influencias", para aplacar tempestades; en fin la gente considera que esta agua tiene poderes medicinales y mágicos. Durante estas liturgias de Semana Santa y muy especialmente el Viernes Santo la feligresía aprovecha para bendecir algunas plantas como sábila, alelí, romero, ramitas de limón y ramitas de cayena, a las cuales se les atribuyen cualidades medicinales y mágicas, como veremos adelante. A las doce de la noche del Sábado Santo se realiza la misa de pascua o pascual, convocándose al pueblo con el sonar de campanas en señal de alegría y júbilo por la resurrección de Jesús, dando por concluida la vigilia pascual.
El ciclo litúrgico de la Semana Santa concluye el domingo de Resurrección, cuando tiene lugar la Santa Misa y dos jornadas de bautizos; sin embargo, aún después, puede observarse en el interior de la iglesia penitentes pagando promesas, personas que acuden con cruces de madera de diversos tamaños, penitentes portando coronas de plantas con espinas, personas que van arrodilladas desde la entrada hasta el lugar donde está la Imagen, otros que se tienden boca abajo en el piso durante todo el día o parte de éste, etc. Son diversas manifestaciones personales de fe, abnegación o sacrificio.Se observan personas de todos los estratos sociales y peregrinaciones de muchos lugares del país cumpliendo y solicitando favores al Nazareno, tanto este día como durante toda la Semana Mayor.